# Katarzyna Michalska-Małecka
Katarzyna Maria Michalska-Małecka (ur. 19 kwietnia 1970) – polska okulistka, profesor nauk medycznych.

## Życiorys
Dyplom lekarski zdobyła w 1996 roku na Śląskiej Akademii Medycznej (od 2007 roku Śląski Uniwersytet Medyczny) i na tej uczelni została zatrudniona. Posiada I i II stopień specjalizacji w zakresie okulistyki. 
Stopień doktorski uzyskała w 2001 roku na podstawie pracy Retinopatia cukrzycowa a właściwości reologiczne krwi. Habilitowała się w 2012 roku na podstawie oceny dorobku naukowego i pracy pod tytułem Ocena wpływu parametrów hemoreologicznych na występowanie i progresję wybranych schorzeń okulistycznych związanych z zaburzeniami przepływu krwi. Tytuł naukowy profesora nauk medycznych został jej nadany w 2018 roku.
Jest adiunktem w Katedrze Okulistyki ŚUM. Pracuje na Odcinku II Kliniki Okulistyki Dorosłych w Uniwersyteckim Centrum Okulistyki i Onkologii w Katowicach. Należy do Polskiego Towarzystwa Okulistycznego (przewodnicząca oddziału śląskiego) oraz Stowarzyszenia AMD (również przewodnicząca oddziału śląskiego). Ponadto jest też członkiem międzynarodowych organizacji okulistycznych: Amerykańskiej Akademii Okulistyki (American Academy of Ophthalmology, AAO), Europejskiego Towarzystwa Chirurgów Zaćmy i Refrakcyjnych (European Society of Cataract & Refractive Surgeons, ESCRS), Europejskiego Towarzystwa Witreoretinalnego (European VitreoRetinal Society, EVRS) oraz Euretiny. Ponadto jest też wykładowcą w Europejskiej Szkole Zaawansowanych Studiów Okulistycznych (ang. European School for Advanced Studies in Ophthalmology, ESASO) w szwajcarskim Lugano.
Swoje prace publikowała w czasopismach krajowych i zagranicznych, m.in. w „Klinice Ocznej". Zainteresowania kliniczne i badawcze K. Michalskiej-Małeckiej dotyczą m.in. leczenia zaćmy, jaskry, zwyrodnień plamki oraz retinopatii cukrzycowej.